# Torhovîțea, Novoarhanhelsk
Torhovîțea (în ucraineană Торговиця) este localitatea de reședință a comunei Torhovîțea din raionul Novoarhanhelsk, regiunea Kirovohrad, Ucraina.

## Demografie
Componența lingvistică a localității Torhovîțea
     Ucraineană (96,57%)
     Rusă (1,89%)
     Alte limbi (0,16%)
Conform recensământului din 2001, majoritatea populației localității Torhovîțea era vorbitoare de ucraineană (96,57%), existând în minoritate și vorbitori de rusă (1,89%) și armeană (1,38%).